# Bipeur
Pour les articles homonymes, voir Beeper (homonymie).
Pour l’appareil de radiomessagerie, voir Radiomessagerie.

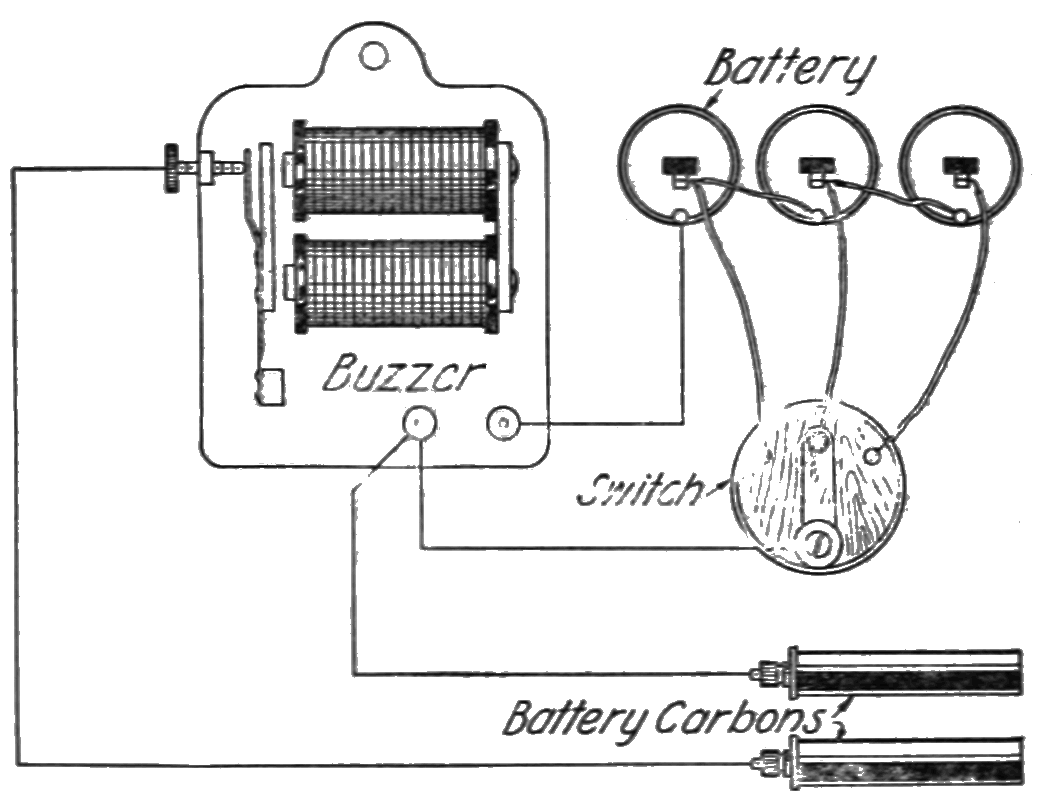
Schéma d'un bipeur électro-mécanique.

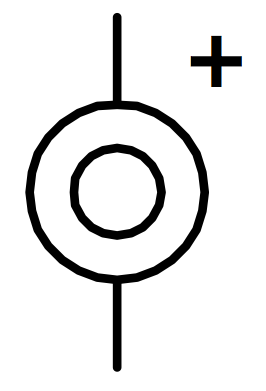
Symbole électrique du bipeur.

Un buzzer (anglicisme) ou bipeur est un élément électromécanique ou piézoélectrique qui produit un son caractéristique quand on lui applique une tension : le bip. Certains nécessitent une tension continue, d'autres nécessitent une tension alternative. 

## À fréquence fixe
Certains modèles sont activés en leur appliquant une pression avec une partie du corps humain.

## À fréquence variable
D'autres modèles de bipeurs sont activés par un signal d'horloge externe : la fréquence du signal sonore est alors relative au signal appliqué. Cette fréquence est généralement comprise entre 2 kHz et 4 kHz. Ce type de bipeurs peut générer des bips graves, aigus, plus graves ou plus aigus. Ils sont cependant plus complexes à mettre en œuvre dans un circuit électronique car il faut générer le signal électrique de fréquence variable à leur appliquer.

## Applications
Les applications du bipeur peuvent être par exemple : bip du réveil, jouets, minuterie, radio, signalisation sonore sur une machine-outil, sur un appareil ménager, carillon de porte, etc. Les bipeurs sont aussi présents sur les accessoires pointeurs-réglage d'antennes de télévision terrestre (TNT) et satellite (TNS) accompagnant l'indication visuelle apportée par la course d'un bargraphe.

## Types
Types de buzzers les plus répandus.

### Buzzer électro-mécanique
Un buzzer mécanique se présente sous la forme d'un petit boîtier rectangulaire ou cylindrique, avec connexions électriques rigides pour fixation directe sur circuit imprimé, ou avec connexions électriques constituées de fils électriques souples. Dans ce deuxième cas, le buzzer possède deux petites pattes de fixation. La puissance sonore d'un tel composant est de l'ordre de 85 dB/cm (notez que l'on ne spécifie pas le niveau sonore à un mètre - comme pour les HP[Quoi ?], car d'un point de vue commercial, cela paraîtrait trop peu puissant. Comme pour les confiseries dont on donne le prix pour 100 g et non pour 1 kg).
Il nécessite une tension continue pour fonctionner, cette dernière doit généralement être comprise entre 3 V et 28 V, selon les modèles. Un buzzer prévu pour fonctionner sous 6 V, fonctionne généralement très bien pour toute tension d'alimentation comprise entre 4 V et 8 V, et un buzzer prévu pour fonctionner sous 12 V, peut parfaitement fonctionner sous une tension comprise entre 6 V et 28 V (voir caractéristiques données par le fabricant pour ne pas faire de bêtise). Il existe aussi des buzzers fonctionnant directement sur le secteur alternatif 230 V.

### Buzzer piézoélectrique

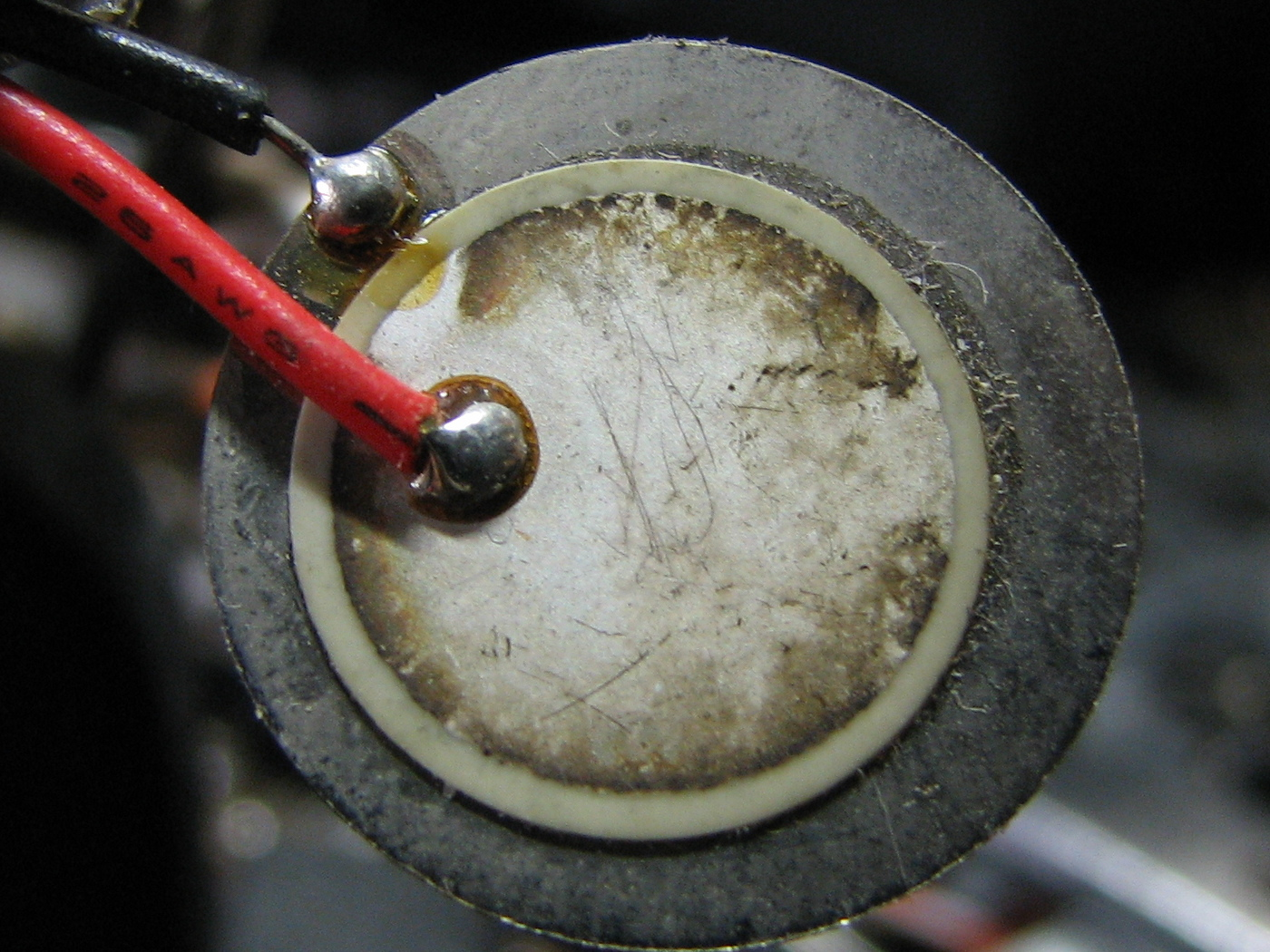
Buzzer piézoélectrique.

Un buzzer (transducteur) piézoélectrique est typiquement composé d'un diaphragme piézoélectrique, d'une cavité avec un orifice et de connexions pour les bornes électriques. Il nécessite une tension alternative pour fonctionner, de quelques volts à quelques dizaines de volts (3 V à 30 V par exemple). C'est ce type de transducteur que l'on retrouve au dos des montres ayant une fonction alarme.
Il présente une fréquence de résonance optimale de quelques kilohertz, entre 1 kHz et 5 kHz en général, par exemple 2,8 kHz ou 3 kHz, mais il peut atteindre des fréquences plus hautes jusqu'à 80 kHz. Il faut donc un oscillateur chargé de produire un signal rectangulaire, ce dernier pouvant facilement être construit avec des portes logiques ou avec des transistors. Si on applique au transducteur piézoélectrique un signal donné sur une de ses bornes, et le même signal mais en opposition de phase sur son autre borne, il sera en mesure de délivrer une puissance quadruple, avec une tension d'alimentation identique (montage en pont, même principe que celui adopté pour certains amplificateurs audio de puissance).

### Buzzer piézoélectrique avec oscillateur intégré
Il s'agit simplement du montage, dans un même boitier, d'un transducteur piézoélectrique et d'une électronique de commande (générateur de signal rectangulaire). Le tout s'alimente alors avec une simple tension continue, généralement comprise entre 3 V et 20 V, et requiert un courant compris entre 10 mA et 30 mA. La consommation du buzzer dépend principalement de la tension utilisée. 
Certains buzzers « électroniques » avec oscillateur intégré produisent un son continu, alors que d'autres produisent un son entrecoupé « haché ».

## Sources
- (en) Kuo-Tsai Chang, « Friction Reduction Using Electrically Energized Piezoelectric Buzzer », Japanese Journal of Applied Physics (en), vol. 44, no 9A,‎ 2005, p. 6636-6643 (ISSN 1347-4065, résumé)
- (en) Mingsian R. Bai, Rong-Liang Chen, Chung-Yuan Chuang, Cheng-Sheng Yu et Huey-Lin Hsieh, « Optimal design of resonant piezoelectric buzzer from a perspective of vibration-absorber theory », Journal of the Acoustical Society of America, vol. 122, no 3,‎ 2007, p. 1568-1580 (ISSN 0001-4966, résumé)